# BMW X6 (E71)
Le BMW X6 (E71) est un véhicule utilitaire sportif coupé du constructeur automobile BMW. BMW utilise la désignation Sport Activity Coupé (SAC).
Le X6 concept a été présenté au Salon de l'automobile de Francfort-sur-le-Main (IAA) 2007 et est entré en production en série au printemps 2008; le modèle de production a été officiellement présenté au Salon international de l'automobile d'Amérique du Nord 2008. Alors que la plupart des BMW X6 (E71) étaient fabriqués à l'usine BMW de Greer (Caroline du Sud), comme le X5 (E70), la production pour le marché russe se fait chez Avtotor à Kaliningrad.

## Technologie
La voiture, commercialisée à partir de mai 2008, dispose de série non seulement de la transmission intégrale commercialisée sous le nom XDrive par BMW, mais également d'un système de contrôle actif dans les virages appelé Dynamic Performance Control (DPC). Le système de transmission intégrale xDrive répartit les forces d'entraînement de manière variable et continue entre les essieux avant et arrière. Le DPC nouvellement introduit par le constructeur avec le X6 assure également une répartition continue du couple d'entraînement entre les roues arrière gauche et droite, ce qui permet d'obtenir un effet de direction similaire à celui d'un véhicule à entraînement par chaîne, même si le sens de la marche est toujours principalement déterminé par la position des roues avant.
Caractéristiques également disponibles sur d'autres modèles de BMW :
- Systèmes de direction actifs (adaptation du rapport de braquage à la vitesse)
- Conduite adaptative (stabilisation automatique du roulis et des amortisseurs)
- Feu de virage adaptatif (meilleur éclairage dans les courbes)
- Affichage tête haute (projection d'informations importantes sur le pare-brise)
- Système embarqué mobile Professional avec fonction télé
- Niveau de contrôle (suspension pneumatique sur l'essieu arrière pour plus de stabilité et de confort en charge)
- Caméra de recul
- Climatisation de véhicule automobile à quatre zones

À partir de mars 2010, une boîte automatique à huit rapports a été installée de série dans tous les modèles à l'exception du X6 M.

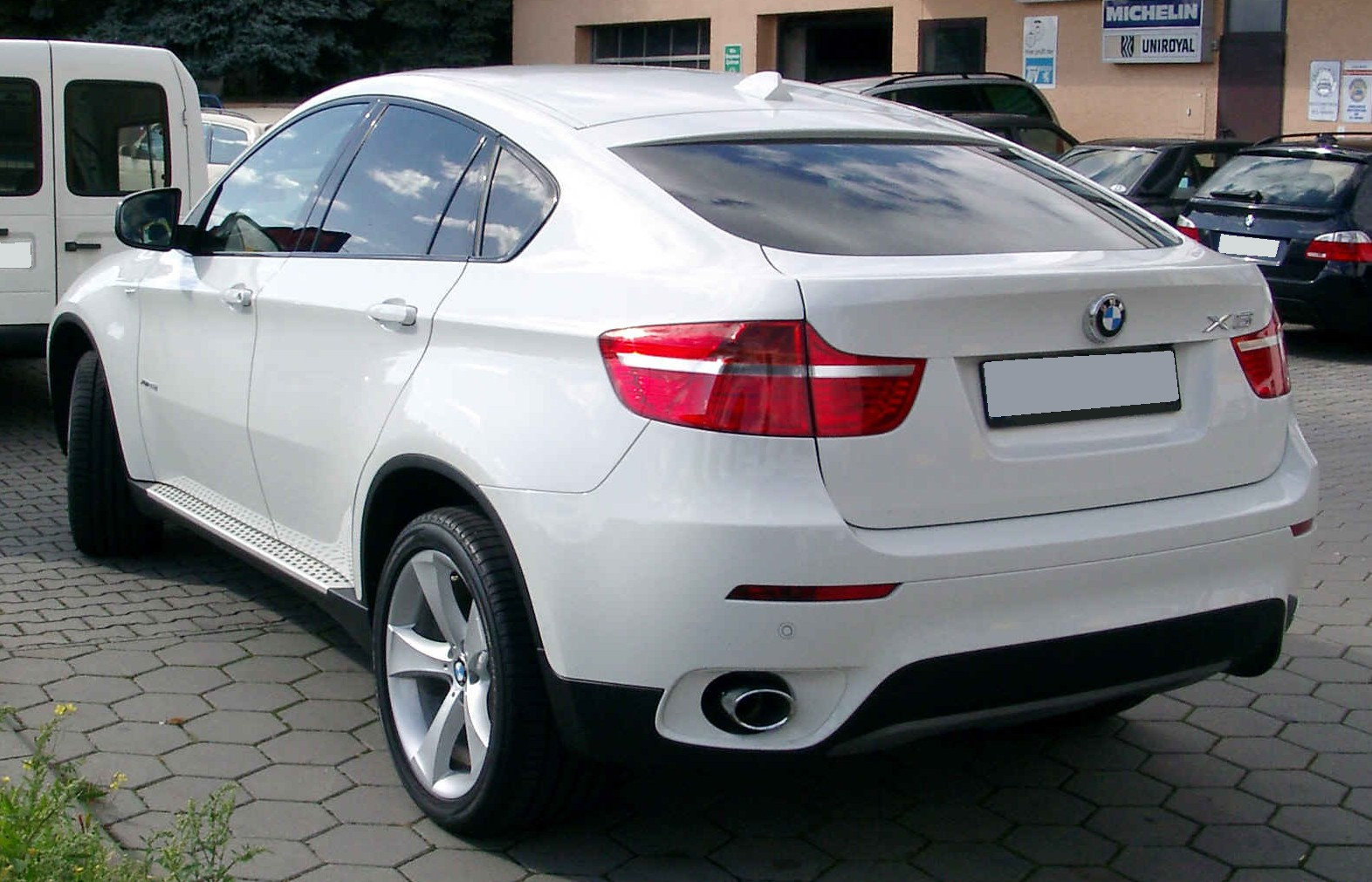
Vue arrière
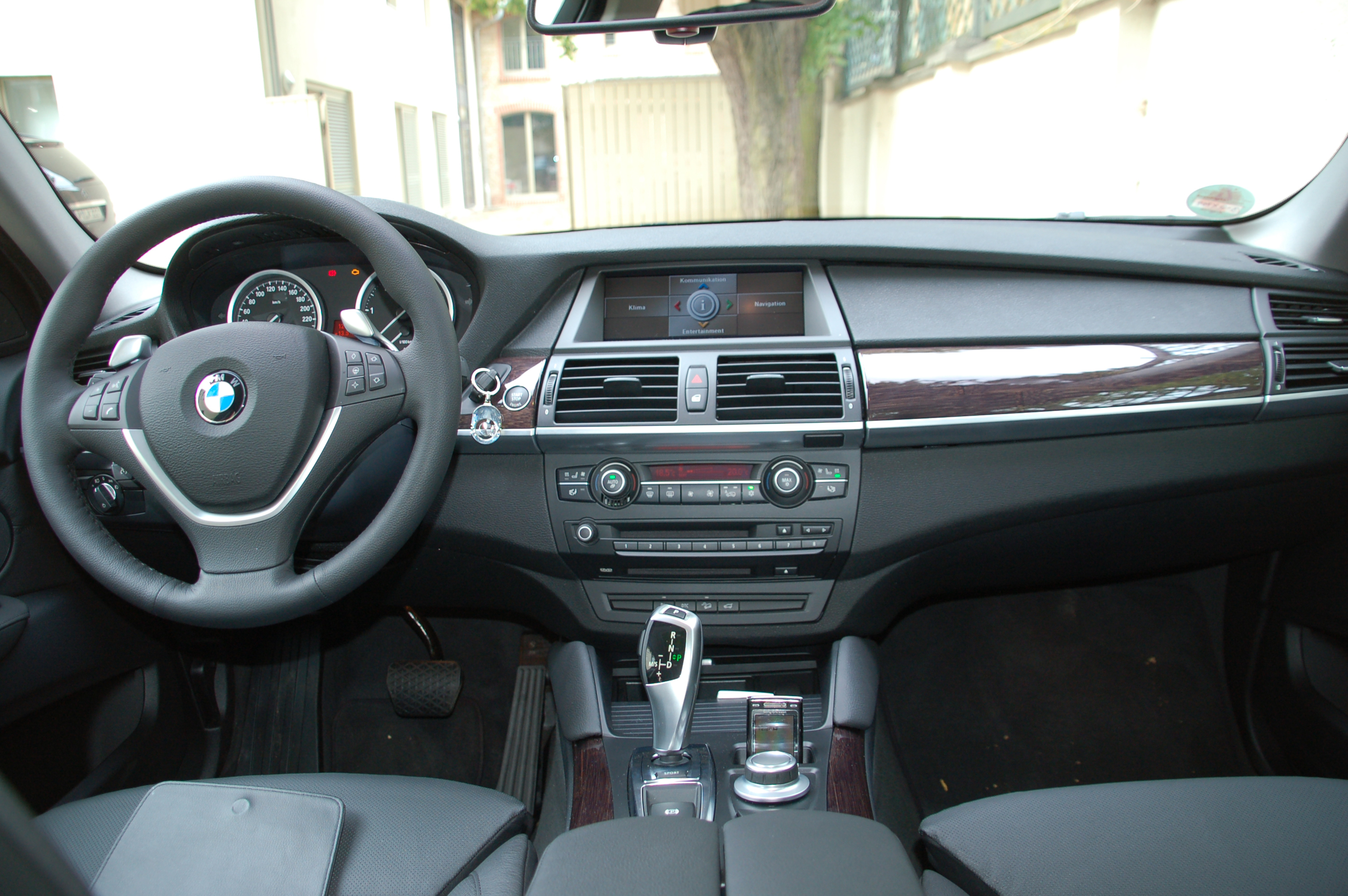
Intérieur

## Motorisations
Le moteur V8 de 4,4 litres nouvellement développé a été proposé pour la première fois dans le X6, qui comprend l'injection haute précision (injection directe d'essence de deuxième génération) et la technologie bi-turbo. Une première mondiale a été l'agencement des deux turbocompresseurs entre les deux rangées de cylindres du V8.
En 2010, le moteur bi-turbo du xDrive35i a été remplacé par le moteur N55 avec turbo (twin-scroll).
Des mesures Efficient Dynamics telles que la régénération de l'énergie au freinage, des pneus à résistance au roulement réduite et le contrôle des volets d'air ont été utilisés pour réduire la consommation de carburant.
Une version hybride du X6, plus respectueuse de l'environnement et économe en carburant, déjà présentée à Francfort sous le nom de BMW Concept X6 ActiveHybrid, a été proposée à l’automne 2009. Il est 13 mm plus long que le X6 normal et a également un avant légèrement différent.
Le X6 M (présentation en été 2009 à Atlanta dans l’État américain de la Géorgie) est équipé d'un V8 biturbo, qui est le premier moteur M suralimenté. La base du moteur M est le célèbre V8 de 4,4 litres, qui est également installé dans le xDrive50i. De plus, le X6 M, avec le X5 M, est le premier modèle M à disposer du système de traction intégrale xDrive, qui, comme les autres systèmes de châssis électroniques, a subi un réglage spécifique M pour encore plus de dynamique de conduite.

### X6 ActiveHybrid (E72)
La variante entièrement hybride du X6 a été lancée en avril 2010 et avait déjà été présentée à l'IAA 2007 sous le nom de BMW Concept X6 ActiveHybrid. Le véhicule est équipé d'un moteur V8 de 4,4 litres à double turbocompresseur, qui est également installé dans le modèle X6 50i, et il a une puissance de 300 kW (407 ch) à 5 500-6 400 tr/min et un couple de 600 Nm à 1 750-45 00 min. Le moteur à combustion est soutenu par deux moteurs électriques de 67 kW et 63 kW (91 ch et 86 ch) intégrés dans le carter de transmission. Les deux moteurs électriques fournissent 280 Nm et 260 Nm de couple, qui peuvent être pratiquement appelés dès les premiers tours. La puissance maximale du système est de 357 kW (485 ch) et le couple total est de 780 Nm.
Une batterie nickel-hydrure métallique (NiHM) est installée sous le plancher du coffre en tant que réservoir d'énergie, qui a une capacité utile de 2,6 kWh et un circuit de refroidissement par eau séparé. La batterie NiMH se recharge par récupération au freinage ou à la poussée. À cette fin, selon la situation de conduite, l'un ou les deux moteurs électriques assument la fonction de générateur. La transmission active, dite à deux modes, est issue d'une coopération de développement avec Daimler AG et est une transmission automatique à variation continue qui peut fonctionner dans deux états de fonctionnement à répartition de puissance : un mode spécifique pour le démarrage et pour les basses vitesses, l'autre pour la conduite à des vitesses plus élevées. Au démarrage, un seul des deux moteurs électriques fonctionne, et le X6 peut rouler purement électriquement jusqu'à une vitesse de 60 km/h. Le constructeur spécifie 2,5 km comme autonomie maximale en mode de conduite purement électrique. Si plus de puissance est nécessaire, le deuxième moteur électrique démarre le moteur à combustion et agit alors comme un générateur.
Contrairement aux modèles frères à propulsion conventionnelle, ni DPC, ni direction active, ni conduite adaptative ne sont disponibles pour le X6 ActiveHybrid, principalement pour des raisons d'espace et de poids. En raison des composants hybrides installés, le poids du véhicule augmente d'environ 250 kg pour atteindre un poids à vide de 2 525 kg.

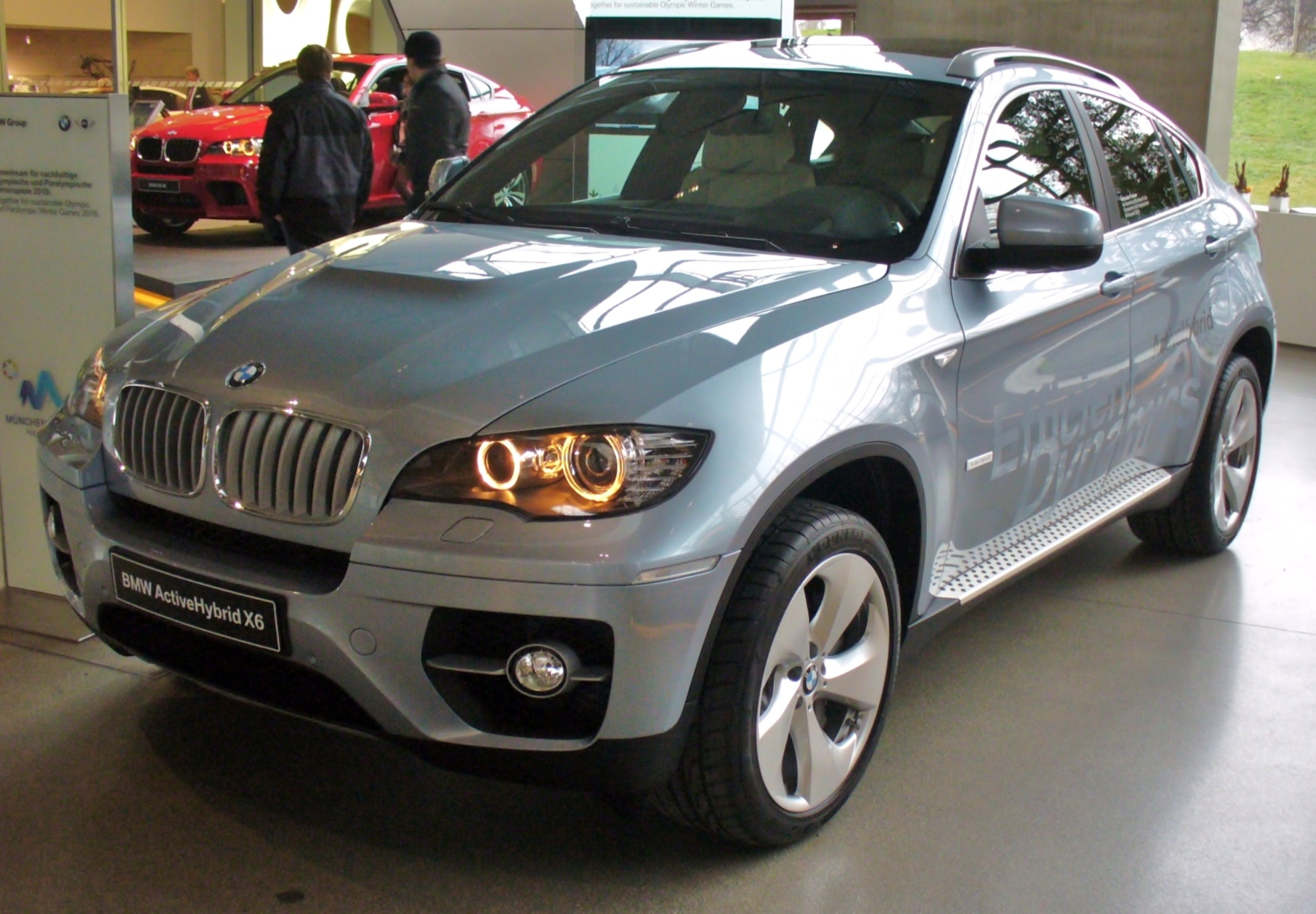
BMW X6 ActiveHybrid
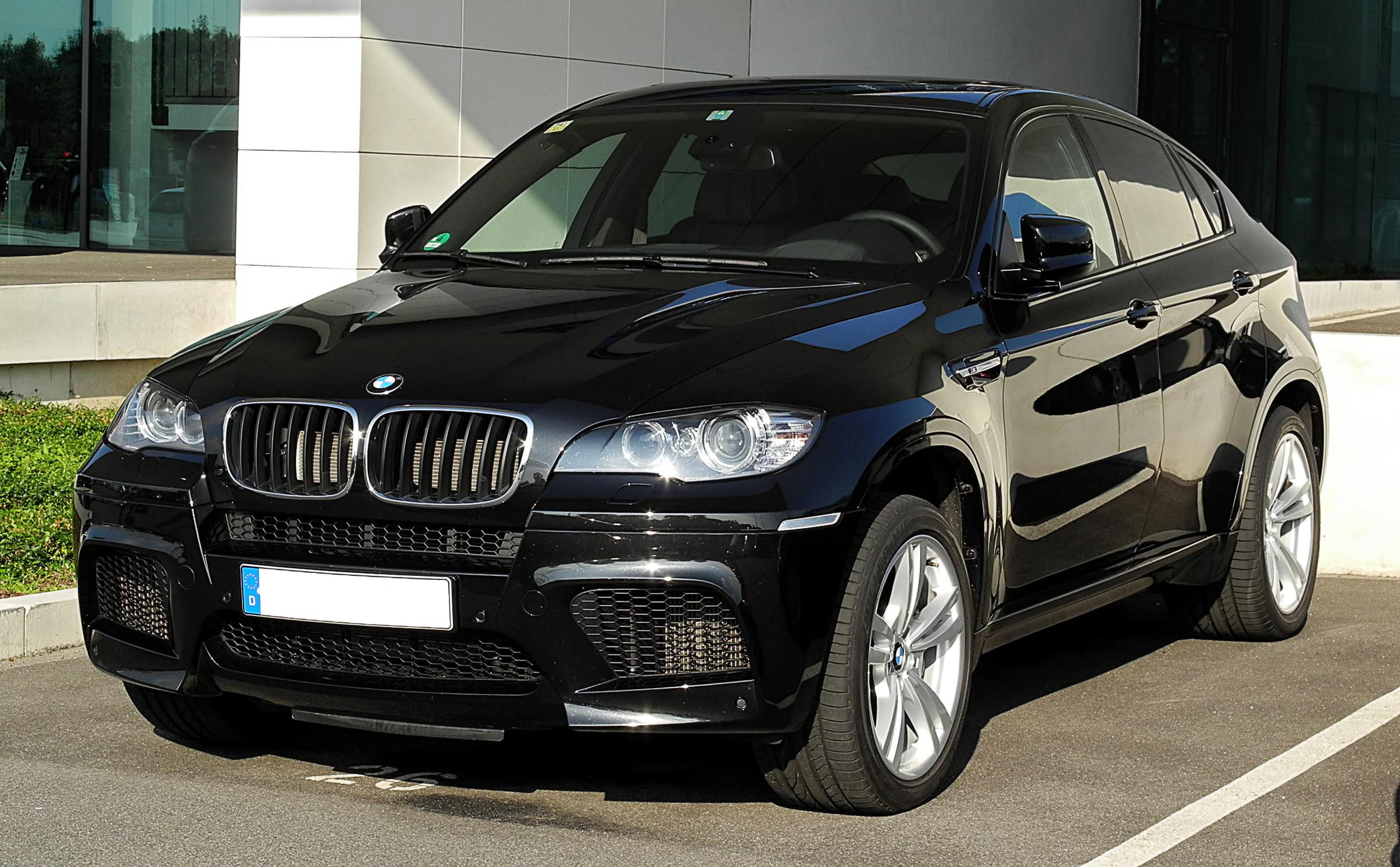
BMW X6 M

## Lifting
En juillet 2012, le X6 a été révisé, le modèle relifté a été présenté au Salon international de l'automobile de Genève 2012. Les améliorations visuelles comprennent les anneaux des feux de stationnement et les feux arrière à LED ainsi que des tabliers avant et arrière légèrement modifiés.
Une innovation technique, cependant, était le X6 M50d, qui est une version sportive M avec un moteur diesel. Son six cylindres en ligne de trois litres délivre 280 kW (381 ch).

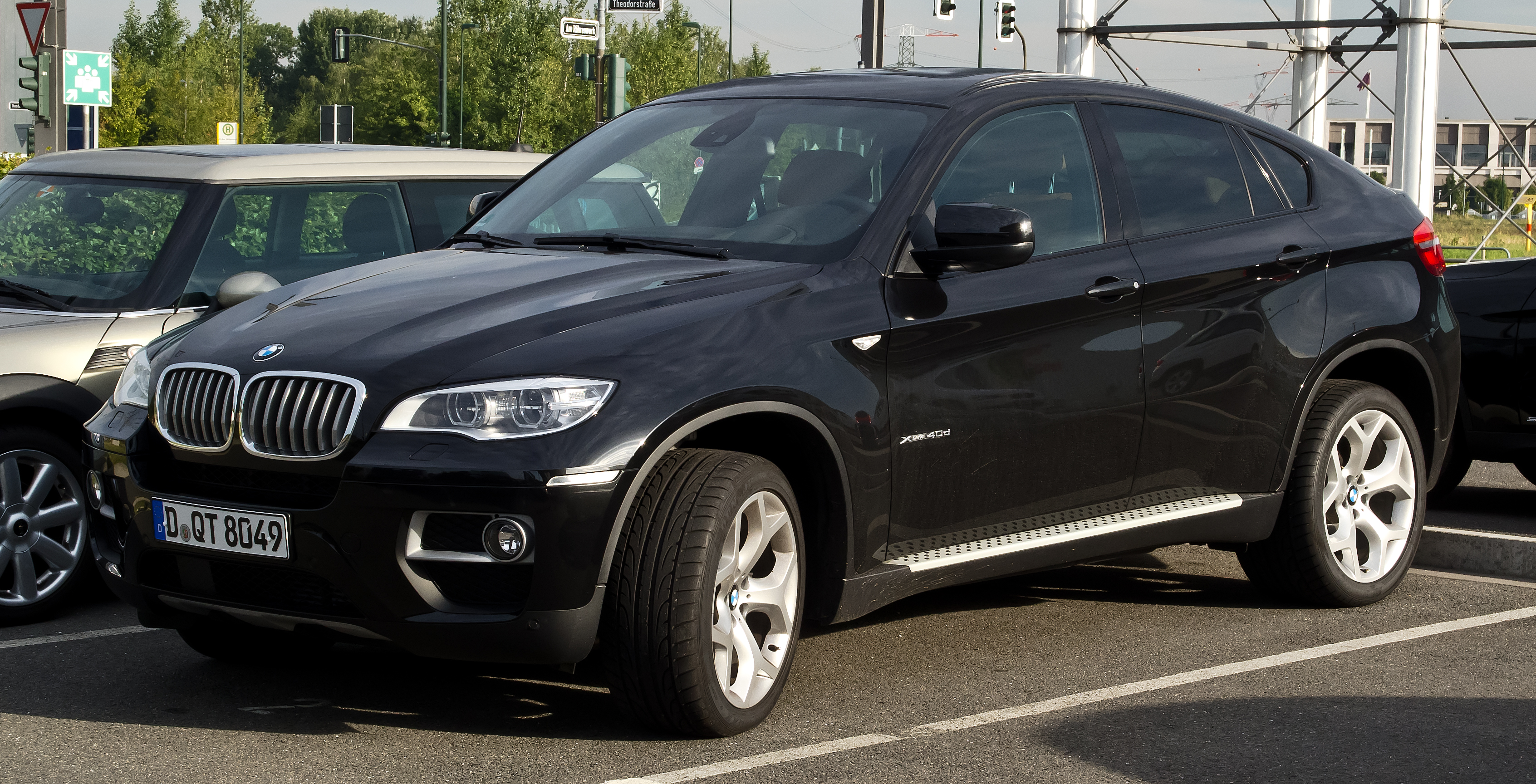
BMW X6 (depuis 2012)

## Rappels
- 2011 et 2013 : Risque d'incendie dû à un chauffage de filtre à carburant défectueux (années de fabrication 2008/2009)[11]
- 2018 : Rupture de l'arbre à cardan entre l’essieu avant et la boîte de transfert (années de fabrication 2010-2013)[12]

## Récompenses
- «Véhicule tout-terrain de l'année 2009» dans la catégorie «Sport utility vehicle» selon le choix des lecteurs du magazine Off Road[13]
- Internet Auto Award dans la catégorie «SUV & 4X4»[14]